# Hollow Man
Hollow Man (bra: O Homem sem Sombra; prt: O Homem Transparente) é um filme realizado em coprodução por Estados Unidos e Alemanha, do ano de 2000, dirigido por Paul Verhoeven e escrito por Andrew W. Marlowe. Inspirado em The Invisible Man de H.G. Wells, o filme conta a história de um grupo de cientistas (representados, dentre outros, por Kevin Bacon, Elizabeth Shue e Josh Brolin) que fazem experiências para tornar mamíferos (e, em especial, pessoas) invisíveis.
Recebeu uma nomeação ao Oscar 2000 na categoria de Melhores Efeitos Especiais. Sua sequência Hollow Man 2 foi lançada diretamente em vídeo em 2006.

## Sinopse
Depois de anos de testes em seu laboratório, o brilhante porém egoísta e arrogante Dr. Sebastian Caine, que trabalha para o Departamento de Defesa dos Estados Unidos, consegue realizar com sucesso experiências que tornam cobaias invisíveis, trazendo-as mais tarde à sua forma física original.
Disposto a romper a última barreira, Caine dá início a terceira fase de seu projeto: a experimentação em seres humanos. Caine oferece-se como cobaia para ser o primeiro humano a vivenciar a invisibilidade. Depois do sucesso do projeto, a tensão aumenta quando sua equipe não consegue torná-lo visível novamente. Com o passar dos dias, a situação fica mais e mais fora de controle, pois além do fato de Caine não poder ficar visível, a sua personalidade sofre mudanças, tornando-o paranoico e psicótico.

## Elenco
- Kevin Bacon como Dr. Sebastian Caine
- Elisabeth Shue como Linda McKay
- Josh Brolin como Matthew "Matt" Kensington
- Kim Dickens como Dr. Sarah Kennedy
- Greg Grunberg como Carter Abbey
- Joey Slotnick como Frank Chase
- Mary Randle como Janice Walton
- William Devane como Dr. Howard Kramer
- Rhona Mitra como Vizinha de sebastian
- Pablo Espinosa como Ed
- Margot Rose como Martha Kramer

## Premiações
- Indicado

Academy Awards
Categoria Melhores Efeitos Visuais Scott E. Anderson, Craig Hayes, Scott Stokdyk e Stan Parks
Academy of Science Fiction, Fantasy & Horror Films
Categoria Melhor Filme de Ficção Científica
Categoria Melhor Música Jerry Goldsmith
Blockbuster Entertainment Awards
Categoria Melhor Atriz Elisabeth Shue
Categoria Melhor Atriz Coadjuvante Kim Dickens
Categoria Melhor Ator Coadjuvante Josh Brolin
Golden Trailer Awards
Categoria Melhor Horror/Thriller
Categoria Melhor Show
MTV Movie Awards
Categoria Melhor Vilão Kevin Bacon
World Stunt Awards
Categoria Best High Work Lincoln Simonds
- Ganhou

Academy of Science Fiction, Fantasy & Horror Films
Categoria Melhor Efeitos Especiais Scott E. Anderson, Craig Hayes, Scott Stokdyk e Stan Parks
Blockbuster Entertainment Awards
Categoria Melhor Ator Kevin Bacon
Bogey Awards
Categoria Prêmio Bogey Award
Golden Trailer Awards
Categoria Prêmio Golden Fleece
Categoria Prêmio Golden Trailer
Locarno International Film Festival
Categoria Prêmio da Audiência Paul Verhoeven
World Stunt Awards
Categoria Melhores Efeitos Pirotécnicos Phil Culotta